# Taka protisečná

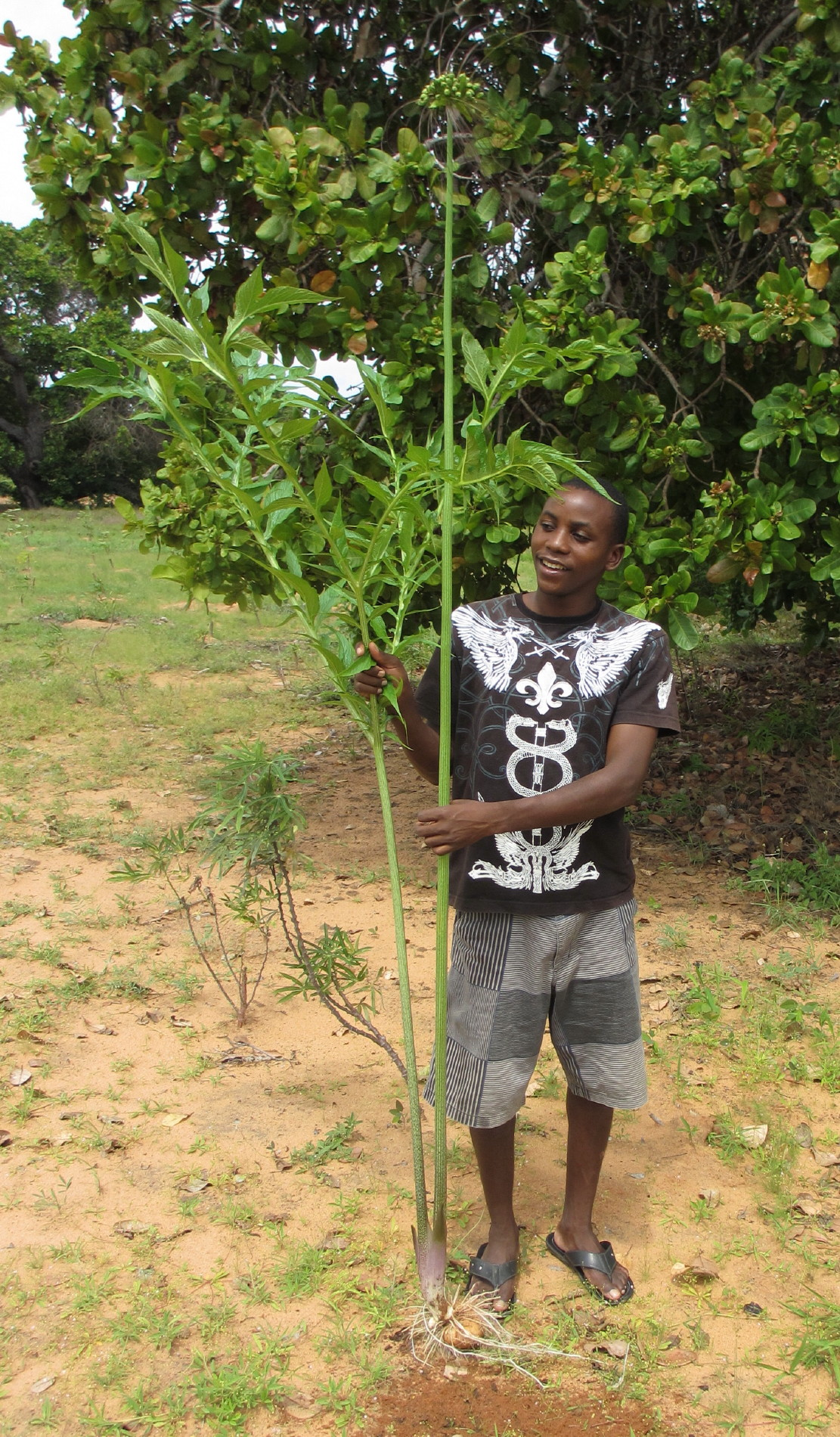
List a květní stvol

Taka protisečná (Tacca leontopetaloides) je tropická bylina patřící v některých oblastech mezi základní potraviny potřebné k přežití. Její význam spočívá v obsahu velkého množství polysacharidů (škrobu), které jsou zdrojem výživy pro část lidské populace.

## Rozšíření
Rostlina je pravděpodobně původní v širokém tropickém areálu od západní Afriky přes jižní Asii až do severní Austrálie. Je také rozšířena téměř v celé Oceánii, na některé ostrovy byla dopravena lidmi až při jejich osidlování.

## Ekologie
Přirozenými stanovišti tohoto druhu jsou nevysoké vegetace blízko mořského pobřeží, kde je plné oslunění. Nejčastěji roste v malých skupinách na travnatých stanovištích pod řídkým porostem palem či křovin a také po okrajích nížinných deštných pralesů, obvykle v nadmořské výšce pod 200 m. Vyžaduje pravidelně teplé a vlhké klima o průměrných teplotách 23 až 28 °C, v sušším období rostlina neroste a zatahuje.
Rostliny mají svůj sezónní rytmus. Během vegetačního období je stará hlíza nahrazena novou hlavní hlízou, která vyroste z bočního oddenku vyrůstajícího ze staré hlízy. Přitom vzniká i několik menších vedlejších hlíz. Tento cyklus trvá 8 až 10 měsíců, po zbytek roku je období klidu.

## Popis
Vytrvalá, okolo 1 m vysoká vzpřímená bylina bez stonku, jejíž listy rostou přímo hlízy. Na povrchu hnědá a na řezu bílá škrobnatá hlíza je vzdáleně podobná bramboru, je široce elipsoidní, roste až 50 cm hluboko, mívá v průměru až 20 cm a může vážit téměř 0,9 kg. Z hlízy vyrůstají až 100 cm dlouhé duté řapíky tvarově variabilních listů, jejichž čepele široké až 120 cm jsou dvakrát až třikrát dlanitodílné až dlanitě složené a mají přetrhovaně zpeřené lístky.
Společně s listy z hlízy vyrůstá pevný, vztyčený, dutý, květonosný stvol vysoký až 1,7 m zakončený okolíkem s 20 až 40 oboupohlavnými květy se čtyřmi až dvanácti vejčitými zákrovními listeny v přeslenu. Na květních stopkách vyrůstají až 20 cm dlouhé, velmi úzké listence, které v době kvetení ční do prostoru a později povadle visí. Zvonkovitý květ má ve dvou kruzích šest zelenavých, asi 5 cm dlouhých, vytrvalých, masitých okvětních lístků vespod srostlých v trubku. Šest tyčinek je nitkami srostlých s okvětními lístky a uprostřed květu je krátká čnělku s deštníkovitou trojklanou bliznou rostoucí ze spodního semeníku. Květy jsou opylovány hmyzem, nejčastěji mouchami.
Plod je 5 cm velká, žlutavá, vejčitá tobolka zavěšená na stopce, obsahuje 6 mm velká zploštělá semena vypadávající v době zralosti chlopněmi na vrcholu. Semena mají bílá houbovitá osemení která postupně vysychají.

## Rozmnožování
Taka protisečná se množí semeny nebo hlízami. Semena mohou být rozptylována mořskou vodou, díky houbovitému osemení plavají po hladině i několik měsíců. Semena roznášejí ptáci kteří plody požírají, hlavně z rodu kruhoočko (Zosterops). Rostliny pěstované ze semen vytváří prvým rokem jen celistvé listy, kvetou a mají hlízy vhodné ke konzumaci teprve třetím rokem.
Mimo nahodilého šíření semeny jsou rostliny distribuovány hlavně lidmi. Mnohde se uměle pěstují, drobné sekundární hlízy se vysazují do hloubky 15 cm v odstupu 60 cm v řádcích 45 cm, nejlépe na začátku období dešťů. Když listy počnou vadnout, hlízy se vykopou a krátkodobě mohou být uloženy pro pozdější použití.

## Význam
Čerstvé hlízy jsou nepoživatelné v důsledku přítomnosti hořkých toxických látek. Nastrouhané hlízy se proto násobně máčejí v mořské vodě a vymačkávají, škodlivé látky se vyplaví. Získaný produkt, škrobová mouka, se buď hned vaří a vznikají kašovité pokrmy, nebo se suší na slunci a pečou se z ní různé placky nebo i chléb. V některých oblastech se nastrouhané hlízy balí do listů, ukládají do jam a nechávají se zkvasit, tím se odbourají obsažené toxické látky.
Zejména v minulosti byla taka protisečná v tropech důležitou plodinou, v současnosti její význam poklesl a slouží jen jako potravina v nouzi. Je nahrazována hlavně maniokem, z něhož je výroba pokrmů méně náročná na práci.
Z usušených a vybělených listů domorodci v nedávné minulosti pletli sukně a vyráběli klobouky a rybářské sítě. V tradiční medicíně se hlízy obsahující množství saponinu používají proti úplavici, průjmu, otokům a proti hadímu uštknutí.

## Galerie

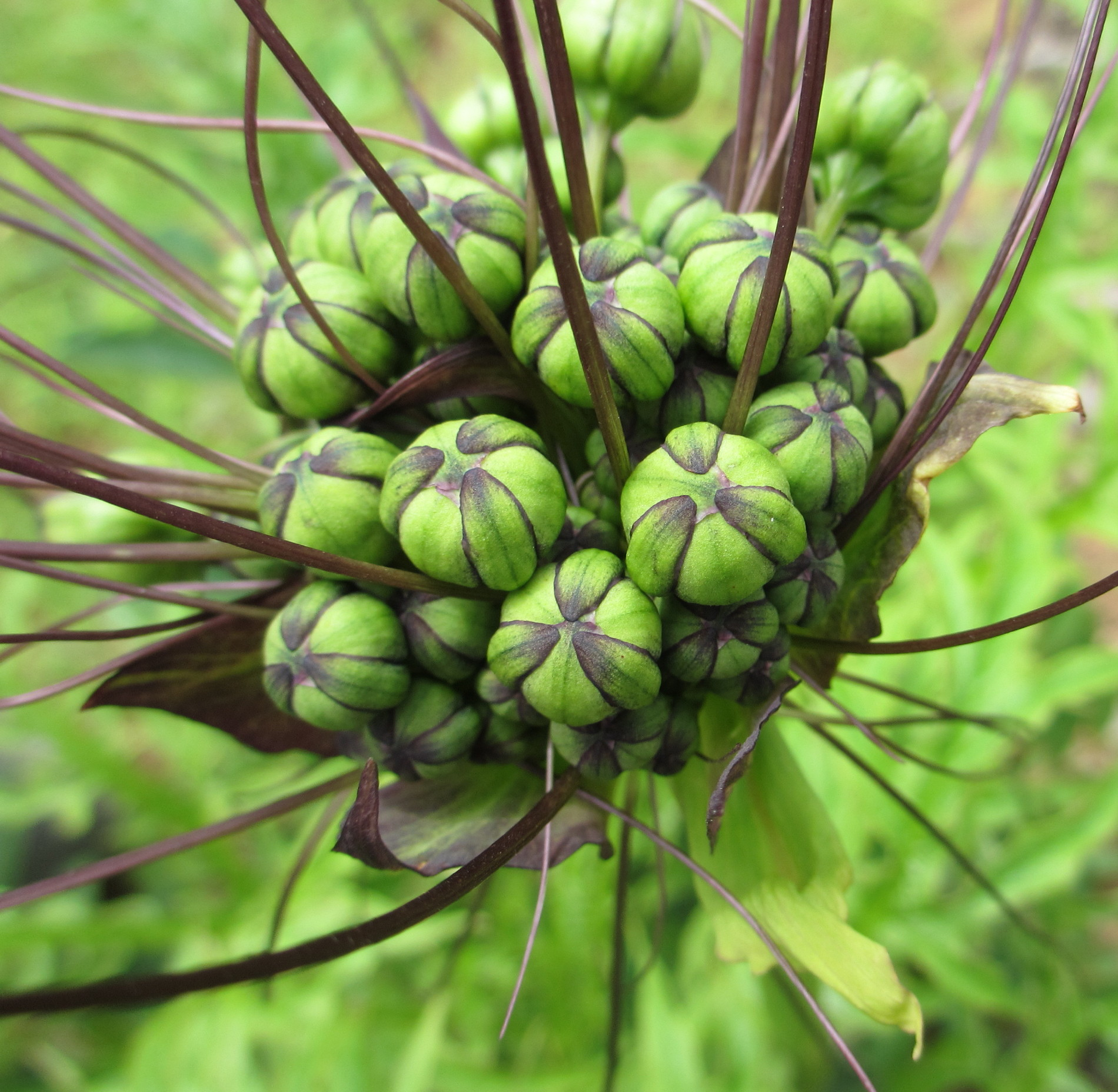
Okolík se zavřenými květy
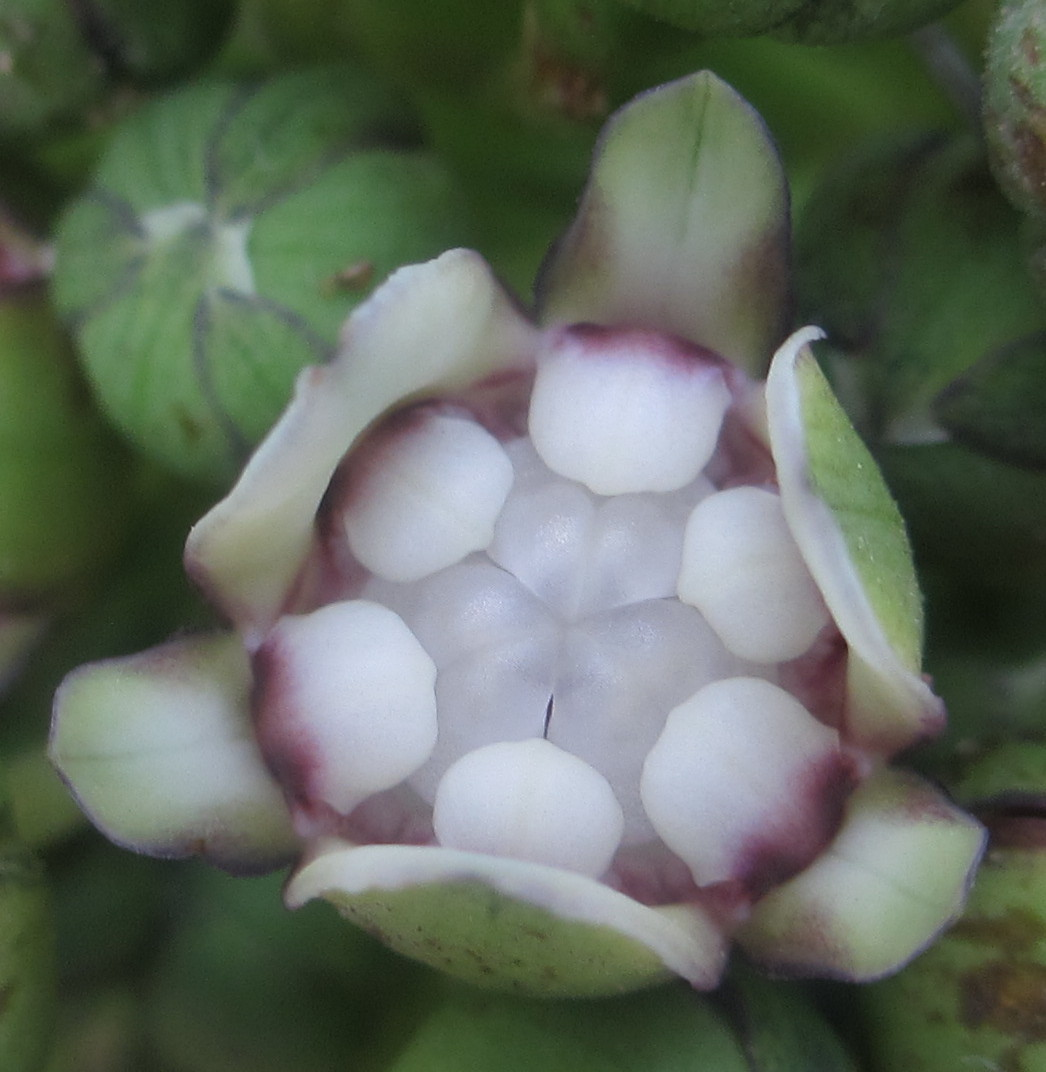
Květ
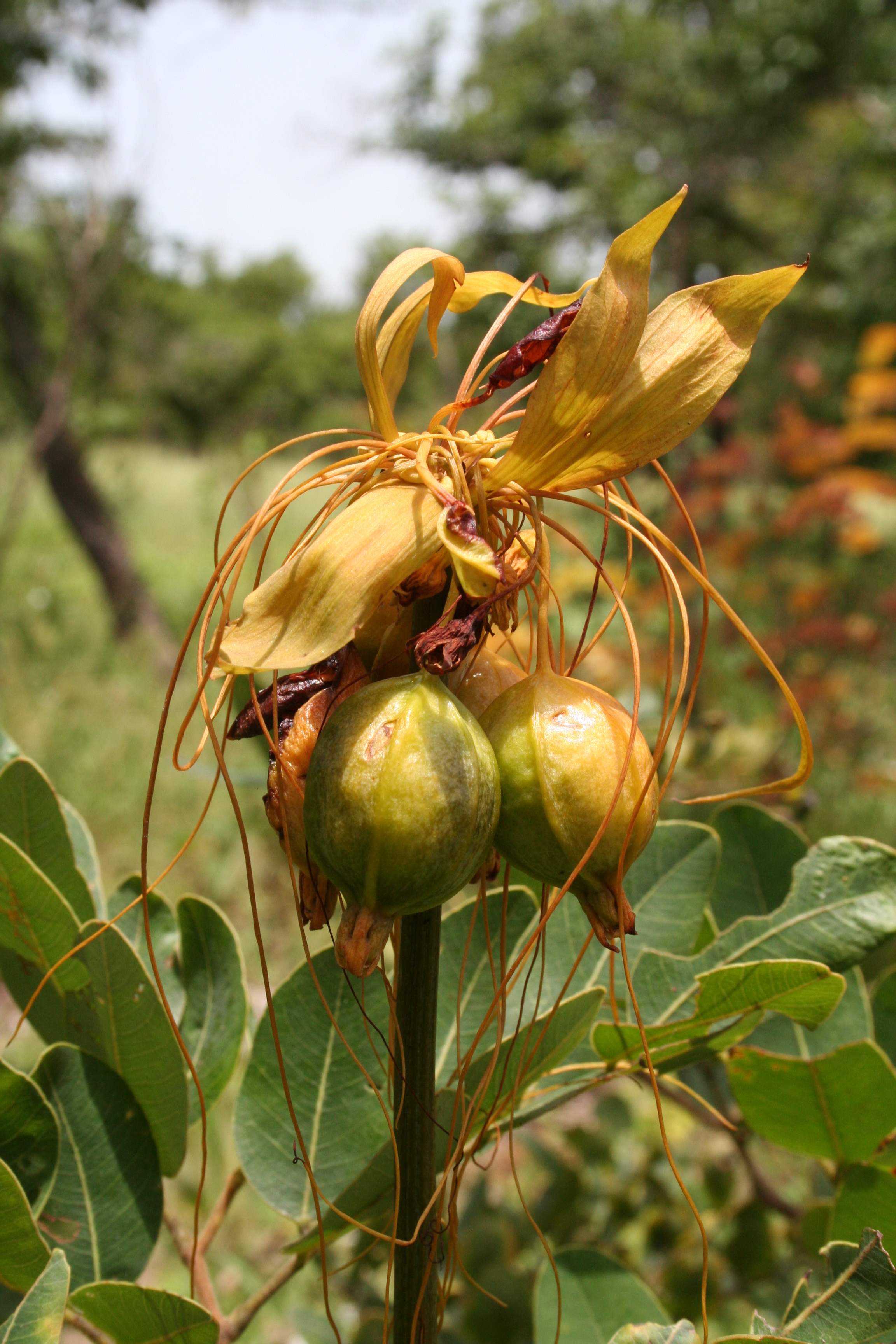
Plody
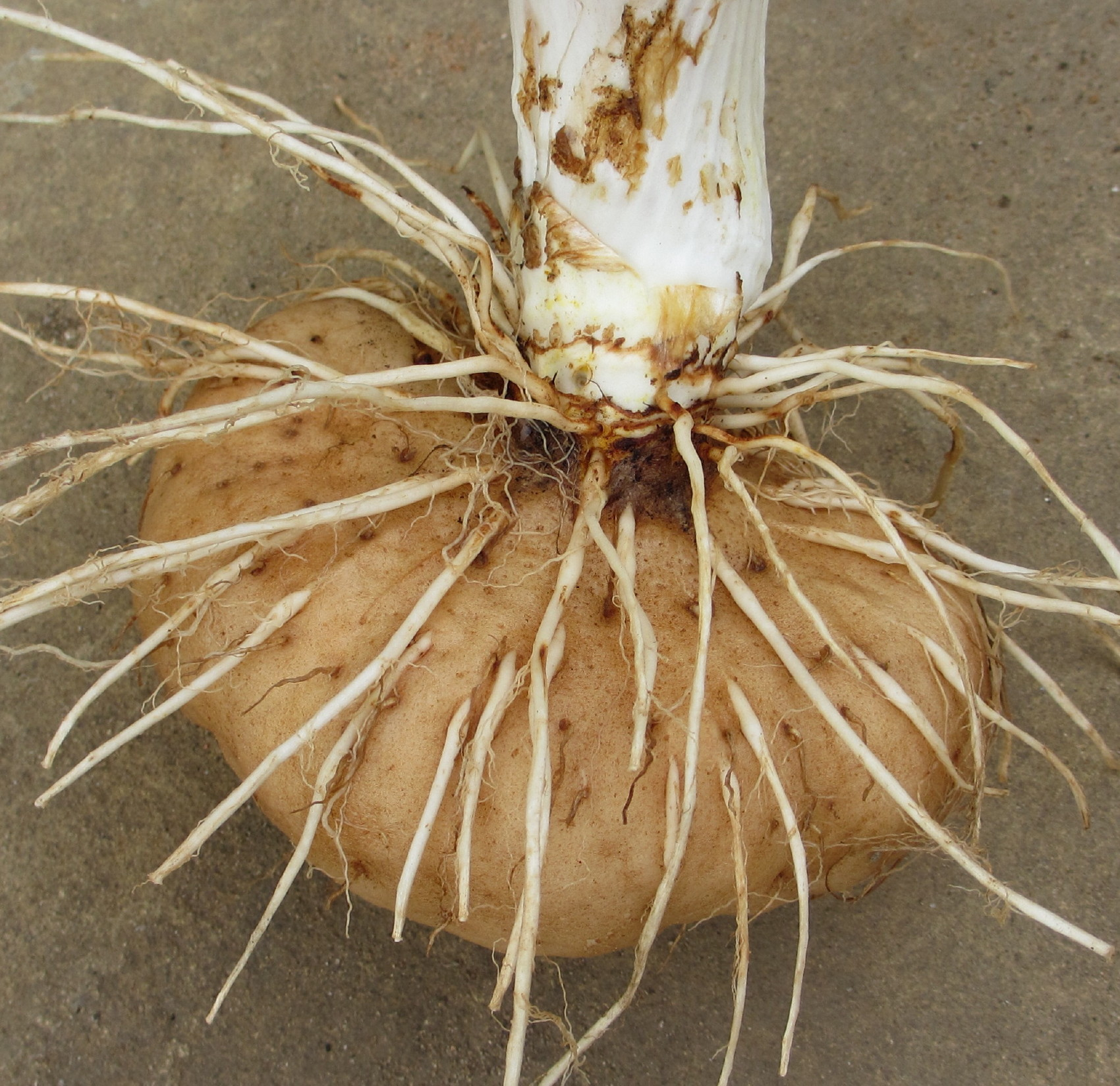
Hlíza